# 코그넥스 코퍼레이션
코그넥스 코퍼레이션(Cognex Corporation)은 부품 검사 및 식별, 결함 감지, 제품 조립 확인, 조립 로봇 안내를 위해 자동화된 제조에 사용되는 머신 비전 시스템, 소프트웨어, 센서를 생산하는 미국 제조업체이다. 코그넥스는 미국 매사추세츠주 나티크에 본사를 두고 있으며 20개국 이상에 지사를 두고 있다.
코그넥스는 1980년대 초부터 머신 비전의 상업적 응용을 모색하기 시작했다. 1990년대 코그넥스의 사업은 반도체 및 전자제품 제조 자동화에 도움이 되는 머신 비전 도구에 대한 수요로 인해 성장했다. 반도체 제조는 코그넥스의 중요한 시장으로 남아 있지만 일반 제조 애플리케이션으로 확장되었다.
회사의 제품 포트폴리오에는 In-Sight, VisionPro 소프트웨어 및 DataMan이 포함된다.